# Maków (Kiwity)
Pour les articles homonymes, voir Maków.
Maków est un village polonais de la voïvodie de Varmie-Mazurie, dans le powiat de Lidzbark.